# Симфонический концерт для фортепиано с оркестром (Направник)
Симфонический концерт для фортепиано с оркестром ля минор Op. 27 — произведение Эдуарда Направника, написанное в 1877 году. Концерт посвящён пианистке Анне Есиповой, впервые исполнившей его 17 декабря того же года в концерте Императорского Русского музыкального общества. Партитура издана в 1880 г. в Санкт-Петербурге. Примерная продолжительность звучания 31 минута.

## Строение
1. Allegro energico
2. Larghetto
3. Allegro vivace

## Характеристика музыки
Начальные аккорды концерта отсылают к начальным тактам Dies irae из Реквиема Джузеппе Верди, которым Направник дирижировал в Петербурге незадолго до начала работы над концертом. В развёртывании партии солиста можно видеть влияние Иоганнеса Брамса, а гимнические интонации финала напоминают о финале Первого концерта Чайковского, основываясь в то же время на фольклорно-песенном материале.

## Исполнения
Запись концерта осуществил в 2004 году Евгений Сойфертис с Шотландским симфоническим оркестром BBC под управлением Александра Титова для серии «Романтический фортепианный концерт» компании Hyperion Records. Критика благосклонно отнеслась к записи, охарактеризовав произведение как «задорный, экстравертный концерт, изобилующий остроумными пассажами, хотя и лёгкий по своему музыкальному содержанию», а игру солиста оценив как полную «искромётной, красочной виртуозности».